# Mezadzor
Mezadzor (armenisch Մեծաձոր, erhielt 2006 den heutigen Namen, früher Avtona armenisch Ավթոնա und auch Schanlu) ist eine ländliche Gemeinde in der Provinz Aragazotn in Armenien. Im Jahre 2011 hatte Mezadzor 75 Einwohner. Die meisten Einwohner sind kurdische Jesiden und der frühere Name Avtona bedeutet "wasserlos" in Nordkurdisch.
Mezadzor liegt am südwestlichen Rand eines Hochplateaus. Die nächsten Dörfer (von West nach Ost: Verin Bazmaberd, Kakavadzor und Otevan) liegen alle im Süden von Mezadzor.
Die Bevölkerung ist fast ausschließlich in der Landwirtschaft und der Viehzucht beschäftigt.